# Dobrești, Dâmbovița
Dobrești este un sat în comuna Moroeni din județul Dâmbovița, Muntenia, România.
Satul Dobrești cuprinde zona montană înaltă a comunei Moroeni. În acest sens, Vârful Omu, Babele, Sfinxul, Peștera Ialomiței, Lacul Bolboci, Lacul Scropoasa se află în satul Dobrești!
 Acest articol despre o localitate din județul Dâmbovița este deocamdată un ciot. Puteți ajuta Wikipedia prin completarea lui.